# Bierutów (gmina)
Bierutów – gmina miejsko-wiejska w województwie dolnośląskim, w powiecie oleśnickim, należąca do aglomeracji wrocławskiej. Siedzibą gminy jest miasto Bierutów.
W latach 1975–1998 gmina położona była w województwie wrocławskim.

## Struktura powierzchni
Według danych z roku 2002 gmina Bierutów ma obszar 147,07 km², w tym:
- użytki rolne: 70%
- użytki leśne: 23%

Gmina stanowi 14,01% powierzchni powiatu.

## Zabytki gminy
Do wojewódzkiego rejestru zabytków wpisane są:
- miasto (ośrodek historyczny)
- kościół pw. św. Katarzyny z XIII wieku
- kościół cmentarny, ewangelicki pw. Świętej Trójcy, obecnie ruina, murowanego z cegły z pierwszej poł. XVII w.
- zespół zamkowy, z XIV w., XVII w., XIX w.:
  - zamek, obecnie dom, ul. Zamkowa 3 b; pozostałości zamku książąt wrocławskich z XIV w., XVII w. i XIX w. Zachowała się wjazdowa barokowa brama wraz z kawałkiem murów obronnych, zbudowana około 1680 r.; portal zamkowy z tarczą herbową
  - wieża zamkowa, średniowieczna, zbudowana w stylu gotyckim z analogiczną tarczą herbową Podiebradów, z wyjątkiem późniejszego barokowego hełmu
- mury obronne, fragmenty z pierwszej poł. XIV-XV w.
- wieża ratuszowa, fragment dawnego budynku ratusza, z pierwszej poł. XV w., drugiej poł. XVII wieku
- willa przy ul. Mickiewicza 25a z 1906 r.

inne zabytki:
- neogotycki kościół parafialny pw. św. Józefa wybudowany w latach 1891–1893
- dawna synagoga
- Kościół ewangelicko-luterański
- średniowieczny krzyż kamienny o wysokości ponad ziemię 241 cm, rozpiętości ramion 109 cm i grubości ok. 12 cm, znajduje się ok. 300 m na północ w lesie od wsi Kijowice,
- wczesnogotycki kościół pw. NMP wybudowany prawdopodobnie w drugiej połowie XIII wieku, znajduje się w Stroni,
- trzon krzyża, prawdopodobnie z XIV-XVI wieku w Posadowicach.

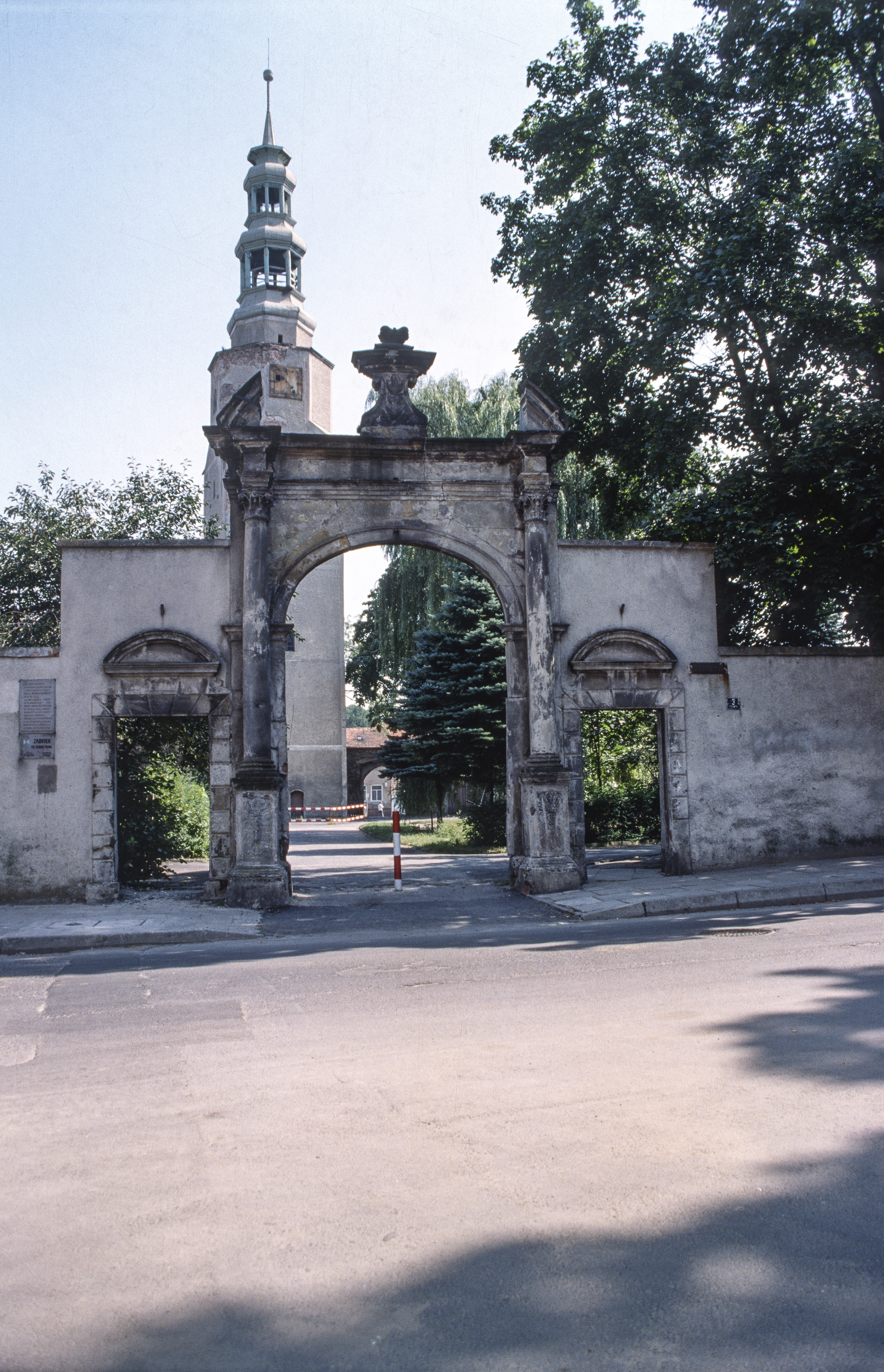
Barokowa brama wjazdowa do zamku i wieża zamkowa (przed wymianą kopuły)
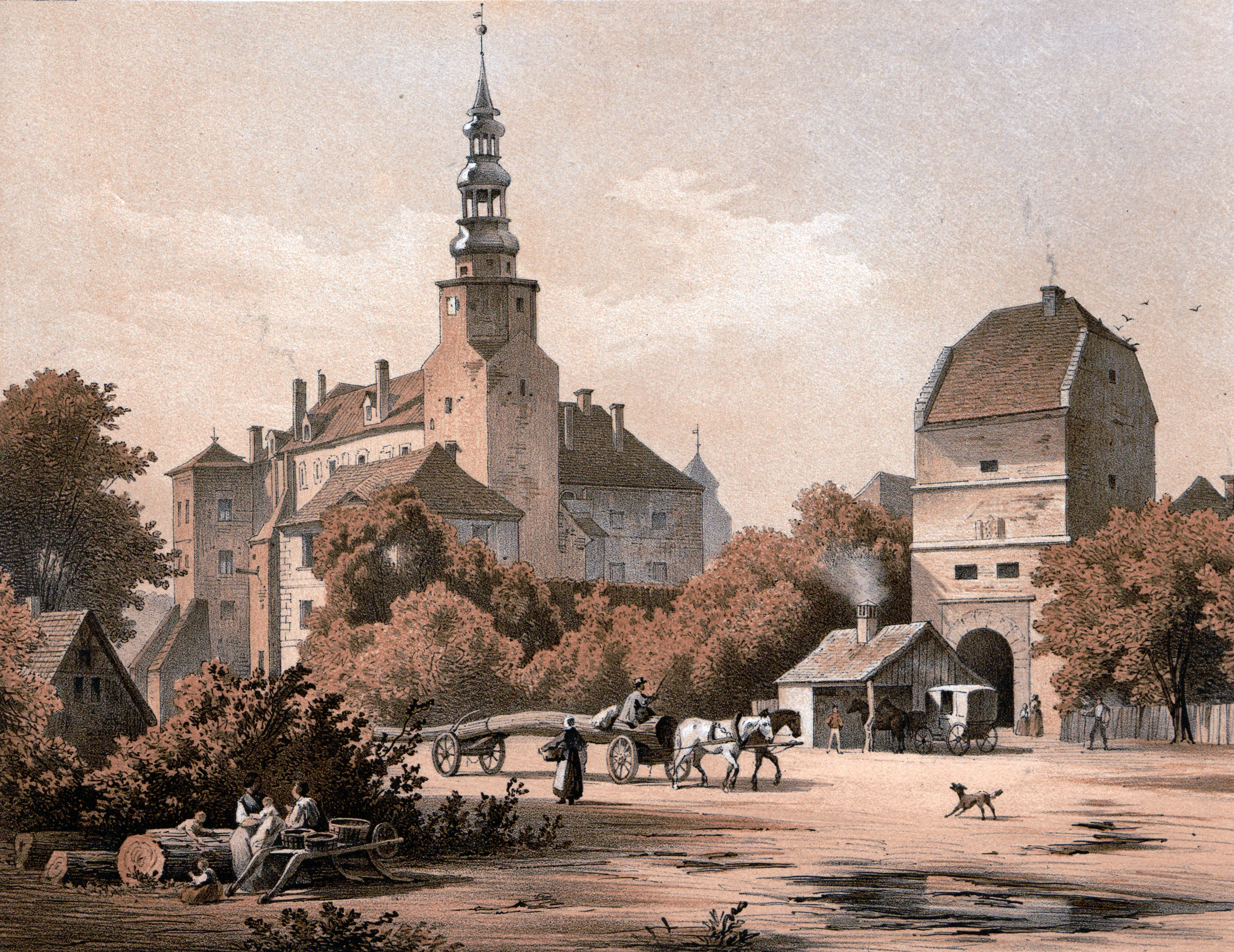
Zamek i brama miejska pomiędzy 1857 r. a 1883 r.
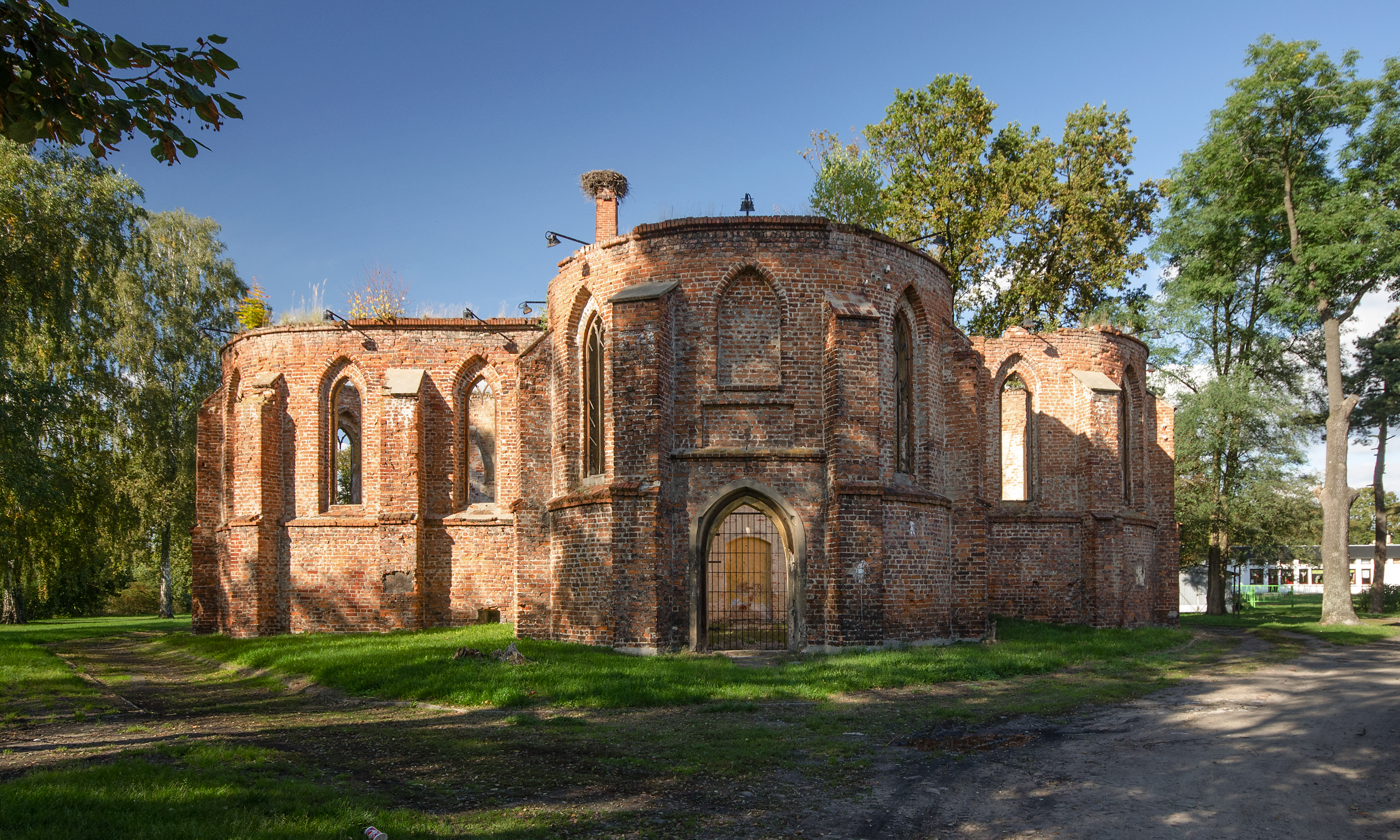
Kościół cmentarny Świętej Trójcy
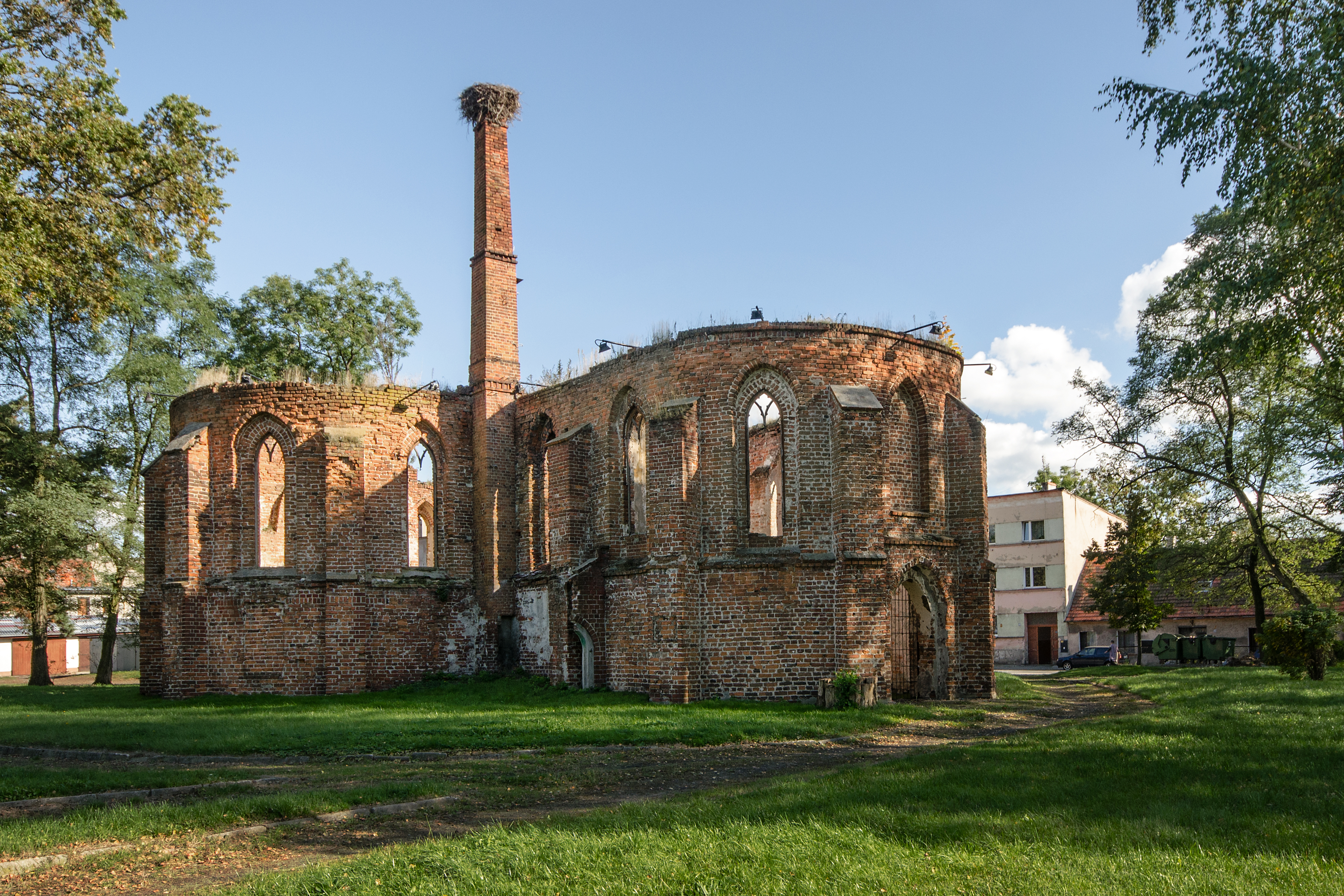
Kościół cmentarny Świętej Trójcy
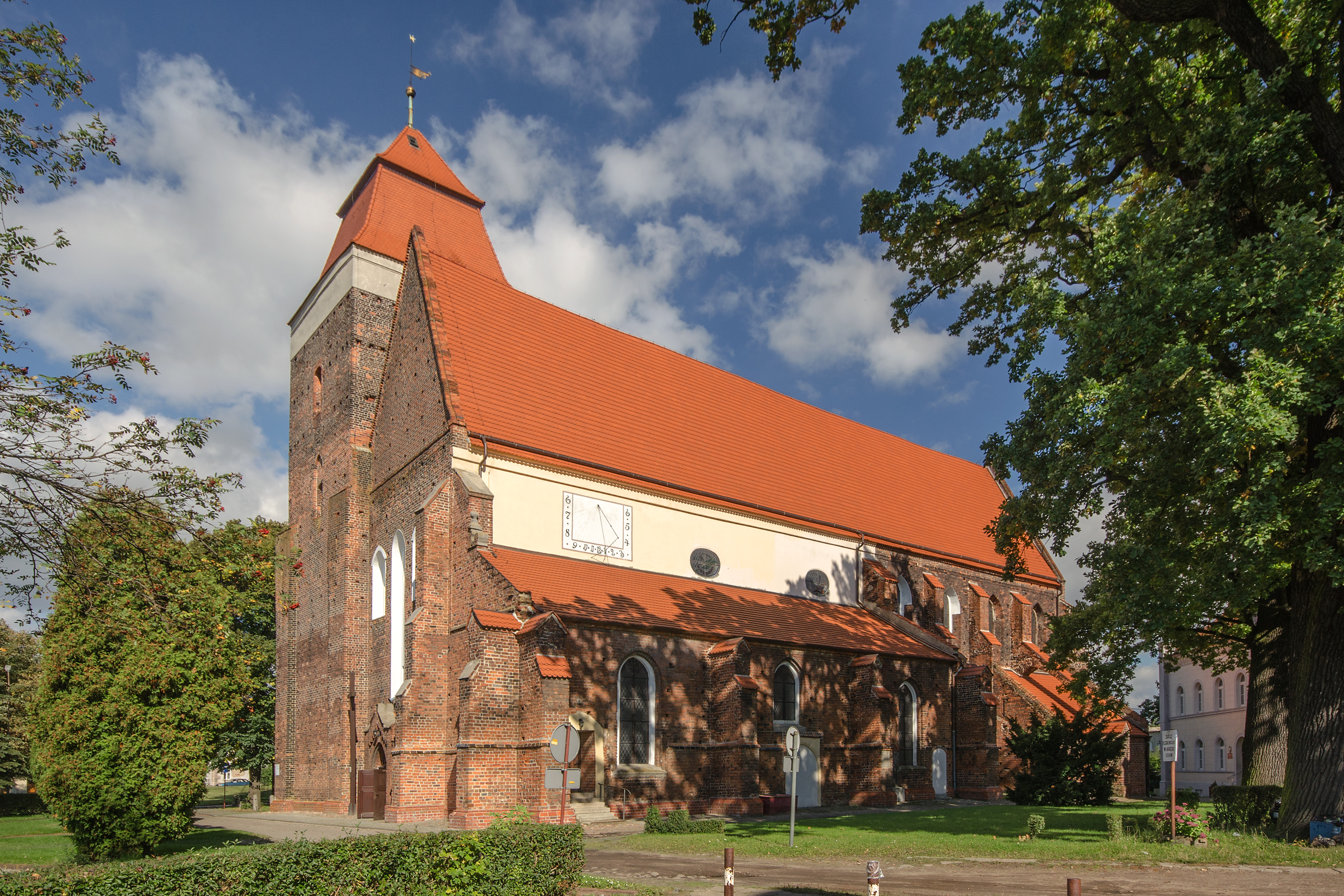
Kościół św. Katarzyny
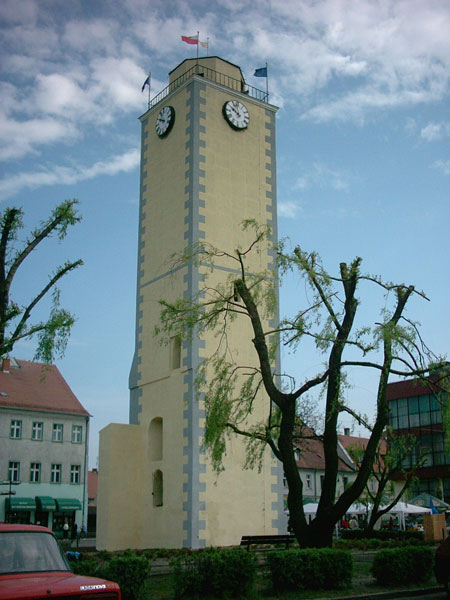
Wieża ratuszowa
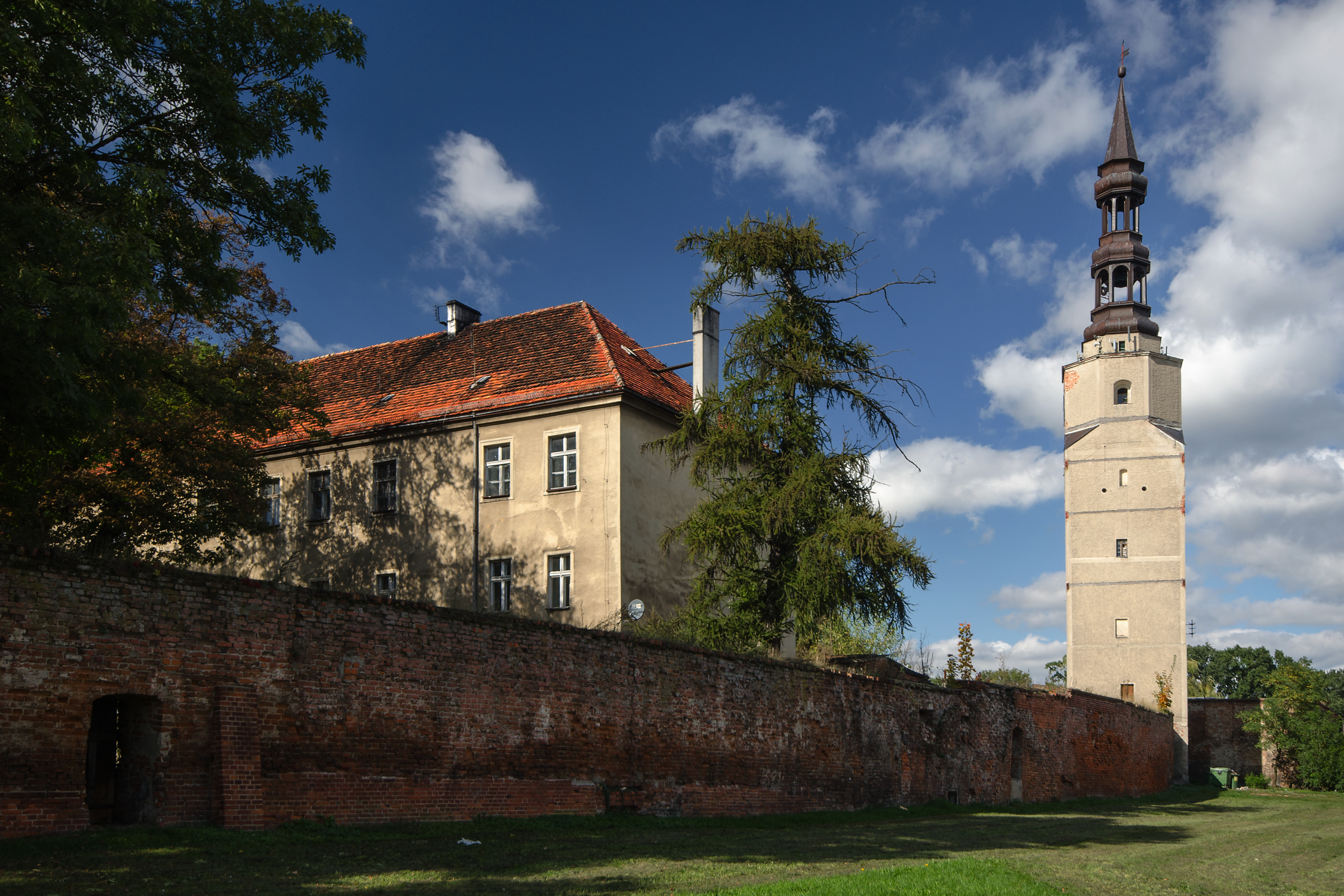
Zamek w Bierutowie
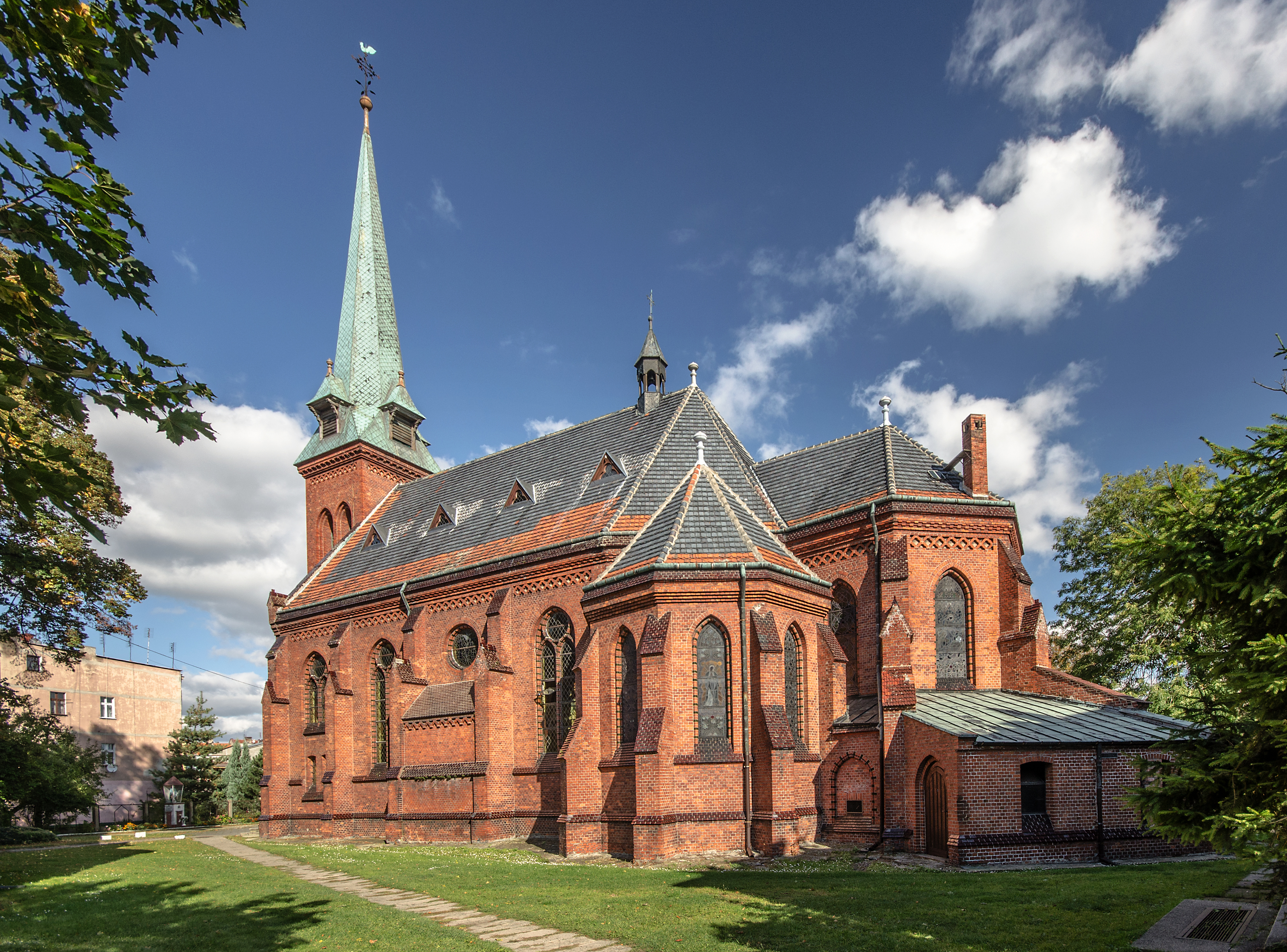
Kościół św. Józefa Oblubieńca NMP
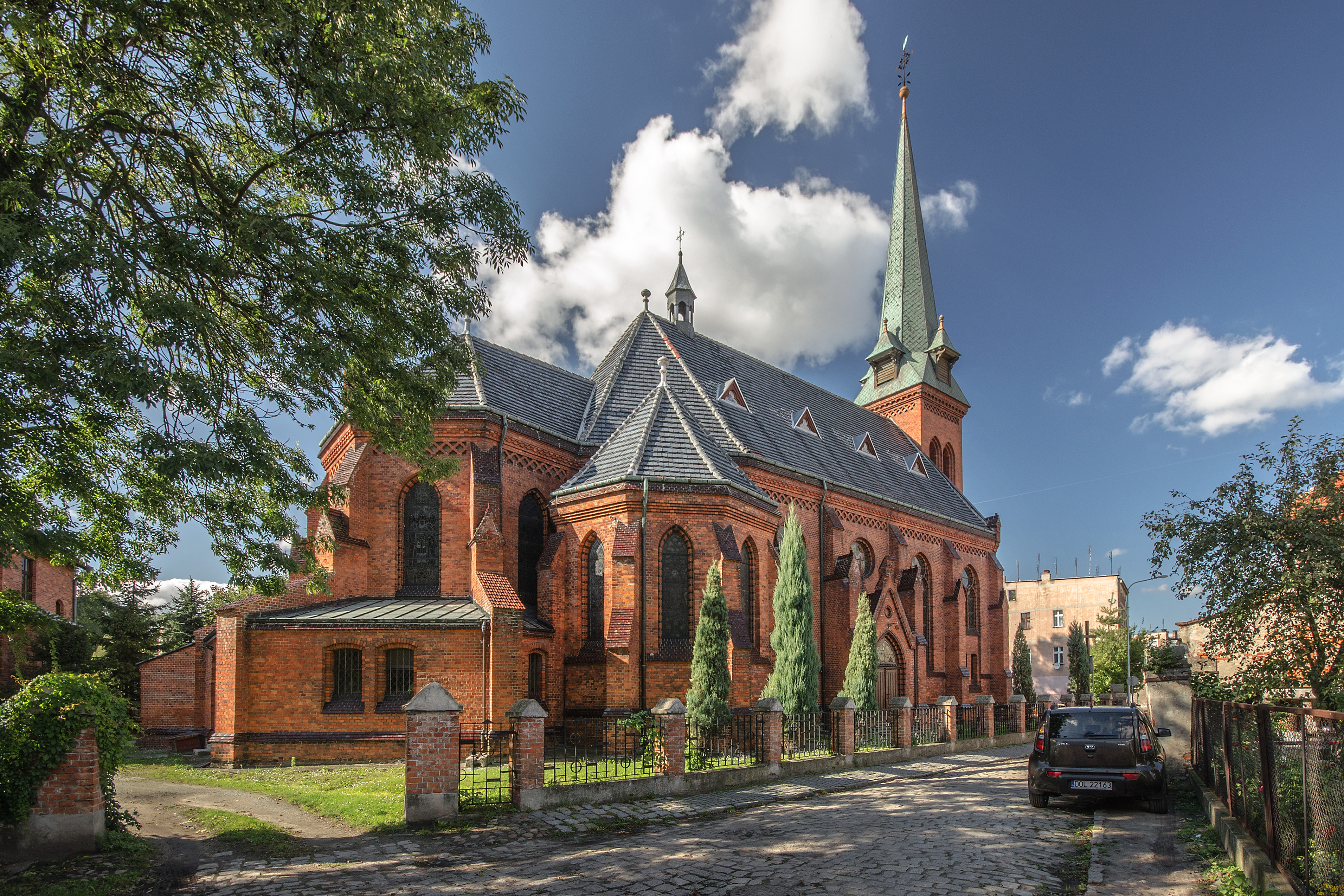
Kościół św. Józefa Oblubieńca NMP

## Burmistrzowie Miasta i Gminy Bierutóww XX i XXI w.

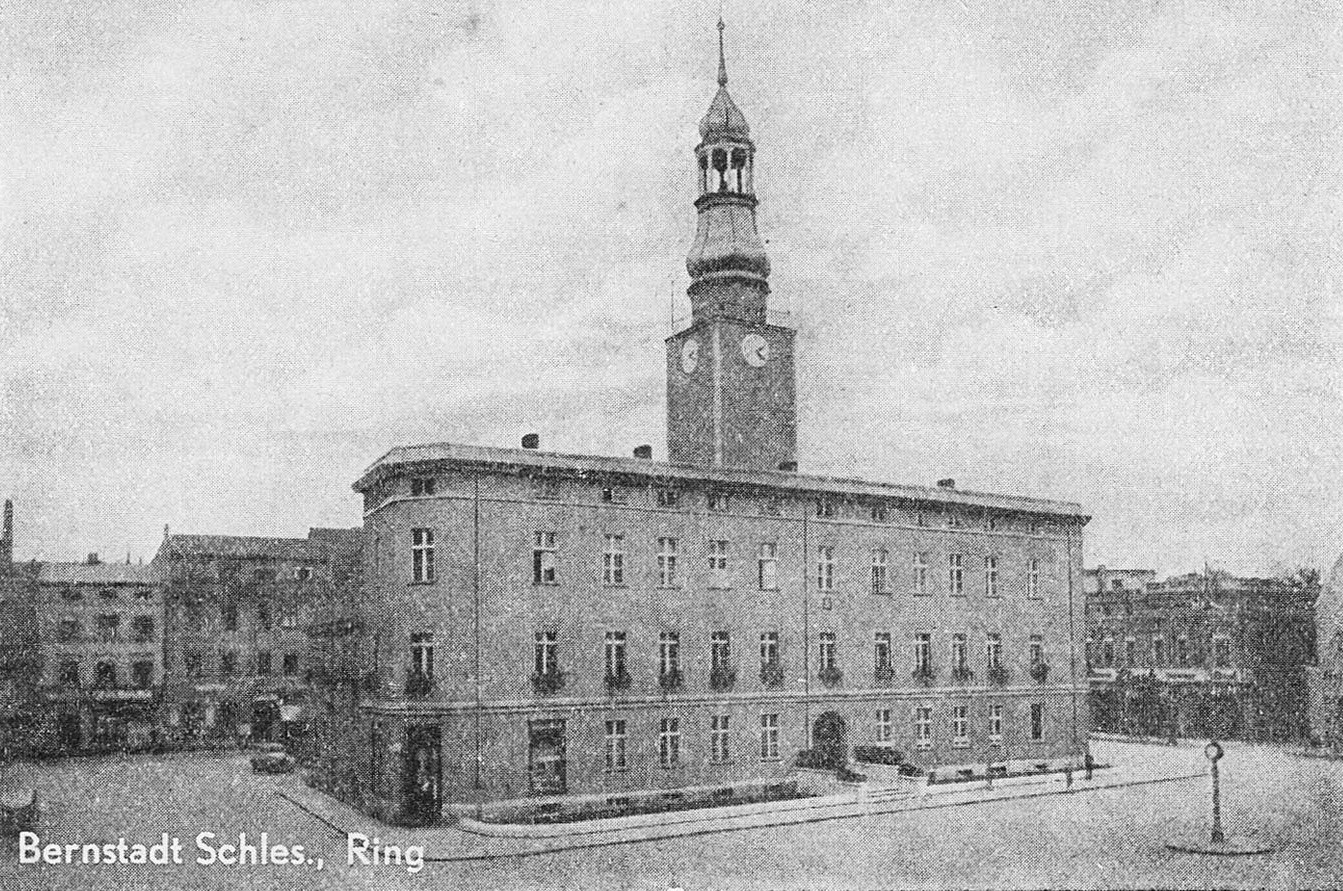
Ratusz w Bierutowie – historyczna siedziba Burmistrzów Bierutowa

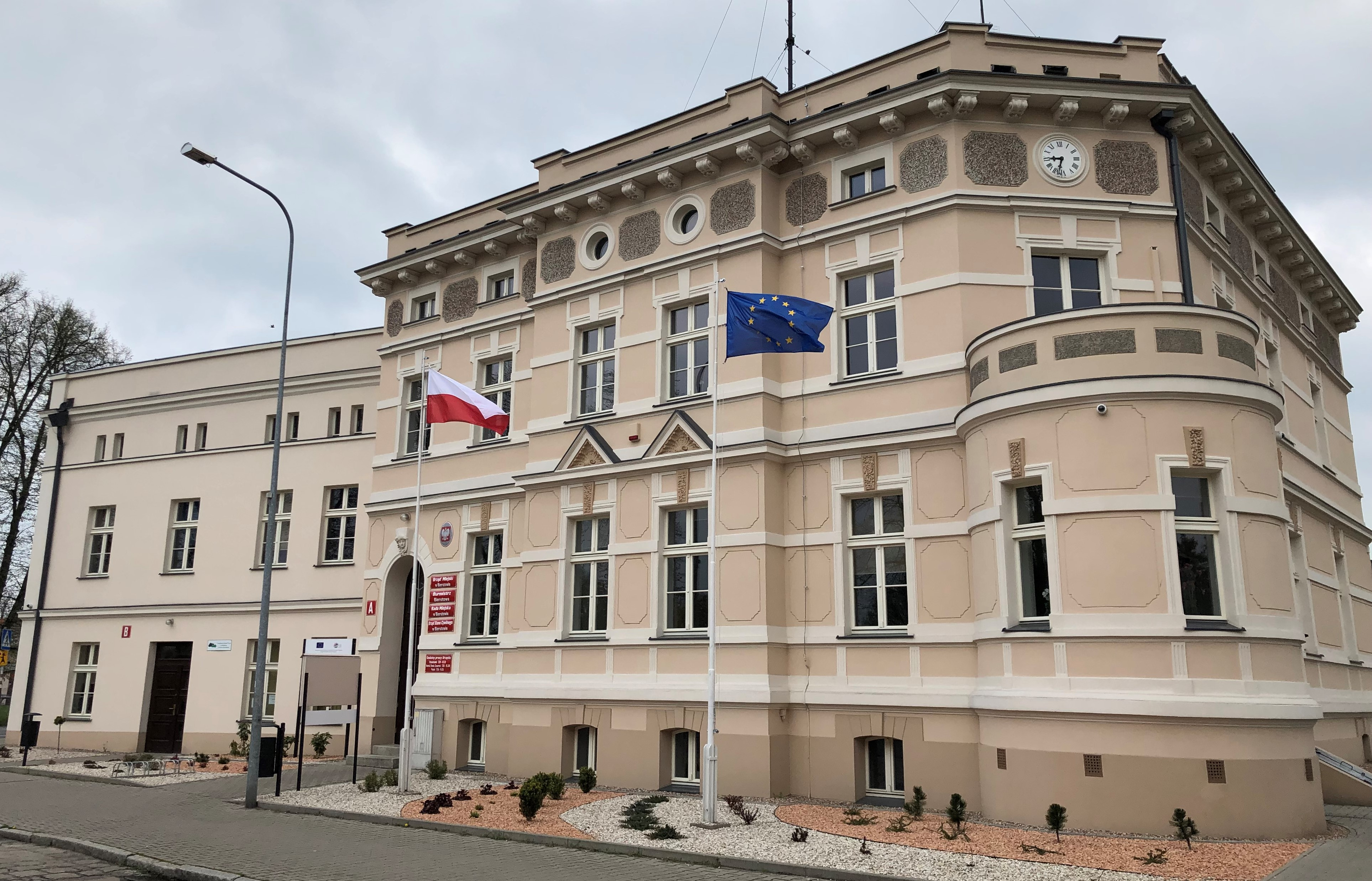
Urząd Miejski w Bierutowie – powojenna siedziba Burmistrzów Bierutowa

| Imię i nazwisko                                                             | zdjęcie | lata urzędowania | Państwo w którego strukturze urzędował burmistrz |
| --------------------------------------------------------------------------- | ------- | ---------------- | ------------------------------------------------ |
| Georg Schneider                                                             |         | 1899 – 1901      | Królestwo Prus                                   |
| Alfred Herrmann                                                             |         | 1901–1909        | Królestwo Prus                                   |
| Julius Herrmann                                                             |         | 1909–1919        | Królestwo Prus                                   |
| dr Oskar Wasner                                                             |         | 1919–1931        | Republika Weimarska                              |
| Fritz Kubatz                                                                |         | 1932–1934        | Rzesza Niemiecka                                 |
| Richard Hoffmann                                                            |         | 1934 -1938       | Rzesza Niemiecka                                 |
| Otto Oettinghaus                                                            |         | 1938–1939        | Rzesza Niemiecka                                 |
| Friedrich Schultze                                                          |         | 1939–1945        | Rzesza Niemiecka                                 |
| Roman Wawrzesiński                                                          |         | 1945–1946        | Polska Rzeczpospolita Ludowa                     |
| Tadeusz Krupiński                                                           |         | 1946–1949        | Polska Rzeczpospolita Ludowa                     |
| Leon Malinowski                                                             |         | ?                | Polska Rzeczpospolita Ludowa                     |
| Paweł Świątek                                                               |         | ?                | Polska Rzeczpospolita Ludowa                     |
| Marzec                                                                      |         | ?                | Polska Rzeczpospolita Ludowa                     |
| Mieczysław Flak                                                             |         | ?                | Polska Rzeczpospolita Ludowa                     |
| Kazimierz Szczęsny                                                          |         | 1955–1959        | Polska Rzeczpospolita Ludowa                     |
| Piotr Bieńkowski                                                            |         | 1959–1963        | Polska Rzeczpospolita Ludowa                     |
| Stanisław Kisiel                                                            |         | 1964–1972        | Polska Rzeczpospolita Ludowa                     |
| Jan Szewczyk                                                                |         | 1973–1976        | Polska Rzeczpospolita Ludowa                     |
| Tadeusz Słomka                                                              |         | 1976–1981        | Polska Rzeczpospolita Ludowa                     |
| Zygmunt Fedyk                                                               |         | 1981–1990        | Polska Rzeczpospolita Ludowa                     |
| Bogdan Smolarczyk                                                           |         | 1990–1992        | Rzeczpospolita Polska                            |
| Andrzej Wojtkowiak                                                          |         | 1992–1997        | Rzeczpospolita Polska                            |
| Edward Puk                                                                  |         | 1998             | Rzeczpospolita Polska                            |
| Włodzimierz Kubiak                                                          |         | 1998–2002        | Rzeczpospolita Polska                            |
| Burmistrzowie wybrani w bezpośrednich demokratycznych wyborach powszechnych |         |                  | Rzeczpospolita Polska                            |
| Roman Kazimierski                                                           |         | 2002–2004        | Rzeczpospolita Polska                            |
| Grzegorz Michalak                                                           |         | 2004–2006        | Rzeczpospolita Polska                            |
| Władysław Bogusław Kobiałka                                                 |         | 2006 – 2018      | Rzeczpospolita Polska                            |
| Piotr Sawicki                                                               |         | od 2018          | Rzeczpospolita Polska                            |

## Herb miasta i gminy Bierutów
Herb Bierutowa jest jednocześnie herbem gminy Bierutów. Andrzej Woźniak w artykule „Herb miasta Bierutowa” w Kwartalniku Powiatu Oleśnickiego nr 1 z 2000 roku, na stronach 22-23, pisze „...herbem miasta Bierutów są trzy zakrzywione haki, między którymi znajdują się trzy gwiazdy. Herb taki widnieje na wszystkich prawie pieczęciach miejskich od XIV wieku z nieznacznymi tylko zmianami...”. Najdawniejsza znana pieczęć pochodzi z dokumentu z 10 lutego 1340 roku i przedstawia trzy haczyki wychodzące z jednego koła wychodzące. Dalej A. Woźniak dodaje: „W końcu XIV wieku istniała też druga pieczęć (...). Przedstawia również tarczę z trzema hakami, z dodatkiem trzech gwiazd między nimi. Na początku XVII wieku pojawiła się nowa pieczęć (...), która na tarczy ukazuje trzy haki i gwiazdy po raz pierwszy spięte pierścieniem”. Wynika z tego, że herb Bierutowa ulegał wielu przemianom zanim osiągnął współczesną formę.

herb Bierutowa

W monografii Bierutowa z 1935 roku ujęto, że w XVII wieku pojawiła się pieczęć przedstawiająca „godło miasta otoczone kwiatami, podtrzymywane przez stojących z tyłu aniołów”. Nastąpiło to prawdopodobnie w latach 1673–1676, gdy Chrystian Ulryk został księciem bierutowskim.

Wśród samych mieszkańców Bierutowa występowały różne poglądy na temat prawidłowości herbu Bierutowa. Według autorów monografii Bierutowa „Kraina nad Widawą” s. 21, pozostaje w ścisłym związku z herbem rodu Reichenbachów (Rychbachów)” (jeden z nich lokował Bierutów w 1266 roku), których legenda herbowa łączy się z walką z wilkami. Wówczas skuteczną pułapką były sidła zwane „wilcze haki”, które umieszczano wewnątrz kawałków mięsa i zawieszano na sznurach (łańcuchach) na drzewach, znane też pod nazwą „wilczekosy”. Od śmierci Wilhelma von Reichenbacha istnieją różne interpretacje herbu Bierutowa. Jedna z nich mówi, że trzy haki symbolizują tzw. „koronę męczeńską”, czyli drewniane koło najeżone hakami, nożami i drutami, które kazał zrobić cesarz Maksencjusz dla św. Katarzyny a które anioł roztrzaskał na trzy części.

## Demografia

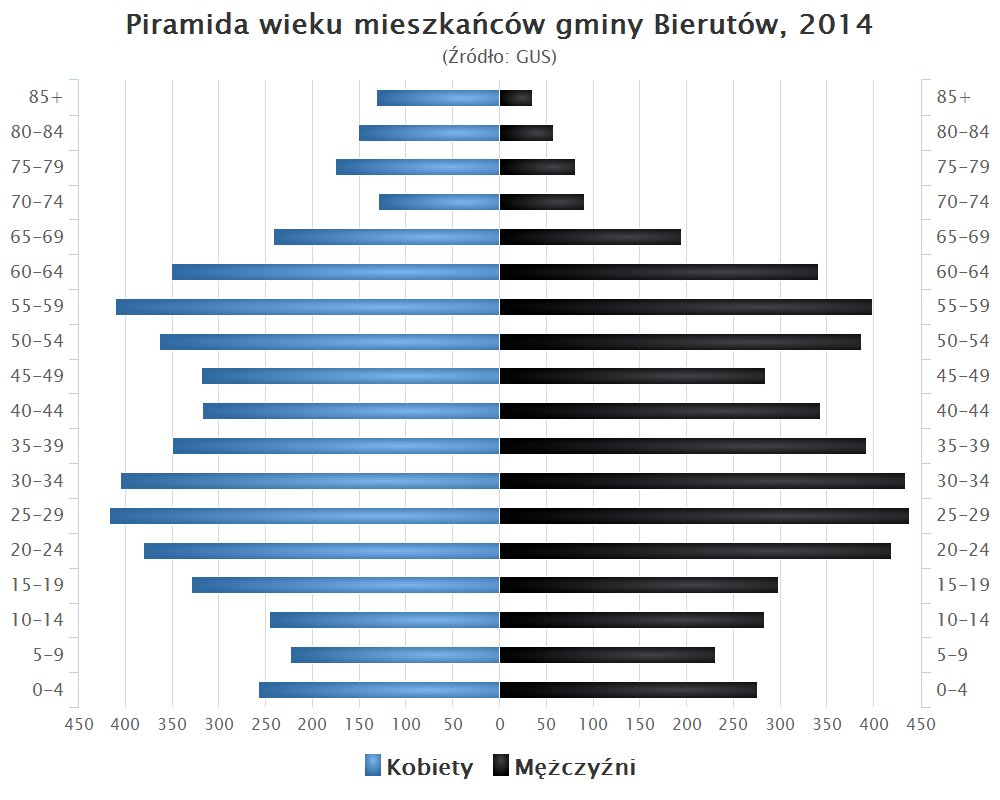
Piramida wieku mieszkańców gminy Bierutów w 2014 roku

Dane z 30 czerwca 2004:
| Opis                              | Ogółem | Ogółem | Kobiety | Kobiety | Mężczyźni | Mężczyźni |
| --------------------------------- | ------ | ------ | ------- | ------- | --------- | --------- |
| Jednostka                         | osób   | %      | osób    | %       | osób      | %         |
| Populacja                         | 10 271 | 100    | 5283    | 51,4    | 4988      | 48,6      |
| Gęstość zaludnienia [mieszk./km²] | 69,8   | 69,8   | 35,9    | 35,9    | 33,9      | 33,9      |

## Sołectwa
Gorzesław, Jemielna, Karwiniec, Kijowice, Kruszowice, Paczków, Posadowice, Radzieszyn, Sątok, Solniki Małe, Solniki Wielkie, Stronia, Strzałkowa, Wabienice, Zawidowice, Zbytowa.

## Sąsiednie gminy
Dziadowa Kłoda, Jelcz-Laskowice, Namysłów, Oleśnica, Wilków

## Stosunki międzynarodowe
| Miasto                  | Kraj   | Data rozpoczęcia współpracy |
| ----------------------- | ------ | --------------------------- |
| Bernstadt auf dem Eigen | Niemcy | od 1997                     |

| Miasto                    | Kraj   |
| ------------------------- | ------ |
| Bernstadt Alb-Donau-Kreis | Niemcy |